# A*Teens
Die A*Teens ist eine schwedische Popgruppe, die 1998 in Stockholm als ABBA Teens gegründet wurde, sich 2004 auflöste und 2024 wiedervereinigte.

## Geschichte
Marie, Amit, Dhani und Sara wurden 1998 im Rahmen eines ABBA-Projektes in einer Tanzschule durch die Plattenfirma Stockholm Records (heute: Universal Music/Vivendi) gecastet. Der ursprüngliche Name der Band war ABBA Teens. Der Bandname wurde in A*Teens umgewandelt, um später auch Songs anderer Bands zu covern und eigene Lieder singen zu können.
Auf ihrem ersten Ende 1999 erschienenen Album The ABBA Generation hatte die Band nur Coverversionen verschiedener ABBA-Hits im Eurodance-Stil eingespielt. Den größten Teil des Jahres 2000 verbrachten sie auf Tour mit *NSYNC und Britney Spears. Anfang 2001 erschien das Album Teen Spirit. Danach folgte Mitte 2003 die dritte LP New Arrival mit dem parallel in den USA erschienenen Album Pop ’til You Drop!. Im Sommer 2004 folgte bereits ein Greatest-Hits-Album, nachdem die Gruppe eine Pause eingelegt hatte. Im selben Jahr trennte sich die Band. Im Frühjahr 2006 wurde die erste Solo-Single That’s the Way My Heart Goes von Marie Serneholt in Schweden veröffentlicht. Der Song platzierte sich unter die Top 3. Das Album dazu heißt Enjoy the Ride.
Sara Helena Lumholdt veröffentlichte 2007 unter dem Namen Sara Love in Schweden eine Solo-Single mit dem Titel Let’s Get Physical, bevor sie mit der Single Glamour Bitch Platz 48 der schwedischen Charts erreichte.
20 Jahre nach der Trennung traten die A*Teens am 3. Februar 2024 beim Melodifestivalen 2024, dem landesinternen Vorentscheid zum Eurovision Song Contest 2024, auf und sangen ein Medley der bekanntesten Hits.

## Bandmitglieder
- Marie Eleonor Serneholt (* 11. Juli 1983 in Stockholm)
- John Dhani Lennevald (* 24. Juli 1984 in Stockholm)
- Amit Sebastian Paul (* 29. Oktober 1983 in Boden)
- Sara Helena Lumholdt (* 25. Oktober 1984 in Solna)

## Diskografie

### Studioalben
| Jahr | Titel               | Höchstplatzierung, Gesamtwochen, AuszeichnungChartplatzierungen (Jahr, Titel, Platzierungen, Wochen, Auszeichnungen, Anmerkungen) | Höchstplatzierung, Gesamtwochen, AuszeichnungChartplatzierungen (Jahr, Titel, Platzierungen, Wochen, Auszeichnungen, Anmerkungen) | Höchstplatzierung, Gesamtwochen, AuszeichnungChartplatzierungen (Jahr, Titel, Platzierungen, Wochen, Auszeichnungen, Anmerkungen) | Höchstplatzierung, Gesamtwochen, AuszeichnungChartplatzierungen (Jahr, Titel, Platzierungen, Wochen, Auszeichnungen, Anmerkungen) | Höchstplatzierung, Gesamtwochen, AuszeichnungChartplatzierungen (Jahr, Titel, Platzierungen, Wochen, Auszeichnungen, Anmerkungen) | Höchstplatzierung, Gesamtwochen, AuszeichnungChartplatzierungen (Jahr, Titel, Platzierungen, Wochen, Auszeichnungen, Anmerkungen) | Anmerkungen                            |
| Jahr | Titel               | DE | AT | CH | UK | US | SE | Anmerkungen                            |
| ---- | ------------------- | --- | --- | --- | --- | --- | --- | -------------------------------------- |
| 1999 | The ABBA Generation | DE2 Gold · (24 Wo.)DE | AT2 Gold · (17 Wo.)AT | CH12 Gold · (28 Wo.)CH | UK85 (1 Wo.)UK | US71 Gold · (41 Wo.)US | SE1 ×2Doppelplatin · (31 Wo.)SE                                                                                                   | Erstveröffentlichung: 18. August 1999  |
| 2001 | Teen Spirit         | DE5 (10 Wo.)DE | AT18 (9 Wo.)AT | CH13 (12 Wo.)CH | — | US50 Gold · (28 Wo.)US | SE2 Gold · (16 Wo.)SE | Erstveröffentlichung: 26. Februar 2001 |
| 2002 | Pop ’til You Drop!  | — | — | — | — | US45 (7 Wo.)US | — | Erstveröffentlichung: 17. Juni 2002    |
| 2003 | New Arrival         | DE95 (1 Wo.)DE | — | CH91 (1 Wo.)CH | — | — | SE4 (8 Wo.)SE | Erstveröffentlichung: 28. Januar 2003  |

### Kompilationen
| Jahr | Titel         | Höchstplatzierung, Gesamtwochen, AuszeichnungChartsChartplatzierungen (Jahr, Titel, Platzierungen, Wochen, Auszeichnungen, Anmerkungen) | Anmerkungen                       |
| Jahr | Titel         | SE | Anmerkungen                       |
| ---- | ------------- | --- | --------------------------------- |
| 2004 | Greatest Hits | SE16 (4 Wo.)SE | Erstveröffentlichung: 5. Mai 2004 |

Weitere Kompilationen
- 2004: 14 Hits

### Singles
| Jahr | Titel Album                                                     | Höchstplatzierung, Gesamtwochen, AuszeichnungChartplatzierungen (Jahr, Titel, Album, Platzierungen, Wochen, Auszeichnungen, Anmerkungen) | Höchstplatzierung, Gesamtwochen, AuszeichnungChartplatzierungen (Jahr, Titel, Album, Platzierungen, Wochen, Auszeichnungen, Anmerkungen) | Höchstplatzierung, Gesamtwochen, AuszeichnungChartplatzierungen (Jahr, Titel, Album, Platzierungen, Wochen, Auszeichnungen, Anmerkungen) | Höchstplatzierung, Gesamtwochen, AuszeichnungChartplatzierungen (Jahr, Titel, Album, Platzierungen, Wochen, Auszeichnungen, Anmerkungen) | Höchstplatzierung, Gesamtwochen, AuszeichnungChartplatzierungen (Jahr, Titel, Album, Platzierungen, Wochen, Auszeichnungen, Anmerkungen) | Höchstplatzierung, Gesamtwochen, AuszeichnungChartplatzierungen (Jahr, Titel, Album, Platzierungen, Wochen, Auszeichnungen, Anmerkungen) | Anmerkungen                             |
| Jahr | Titel Album                                                     | DE | AT | CH | UK | US | SE | Anmerkungen                             |
| ---- | --------------------------------------------------------------- | --- | --- | --- | --- | --- | --- | --------------------------------------- |
| 1999 | Mamma Mia The ABBA Generation                                   | DE10 (15 Wo.)DE | AT14 (12 Wo.)AT | CH9 (15 Wo.)CH | UK12 (9 Wo.)UK | — | SE1 ×4Vierfachplatin · (24 Wo.)SE | Erstveröffentlichung: 10. Mai 1999      |
| 1999 | Super Trouper The ABBA Generation                               | DE4 Gold · (13 Wo.)DE | AT11 (12 Wo.)AT | CH18 (8 Wo.)CH | UK21 (9 Wo.)UK | — | SE2 Platin · (14 Wo.)SE | Erstveröffentlichung: August 1999       |
| 1999 | Gimme! Gimme! Gimme! (A Man After Midnight) The ABBA Generation | DE33 (8 Wo.)DE | — | CH51 (7 Wo.)CH | — | — | SE10 Gold · (14 Wo.)SE | Erstveröffentlichung: Oktober 1999      |
| 1999 | Happy New Year The ABBA Generation                              | — | — | — | — | — | SE4 Gold · (11 Wo.)SE | Erstveröffentlichung: Dezember 1999     |
| 2000 | Dancing Queen The ABBA Generation                               | DE64 (1 Wo.)DE | — | — | — | US95 (5 Wo.)US | — | Erstveröffentlichung: 7. März 2000      |
| 2000 | Upside Down Teen Spirit                                         | DE10 (14 Wo.)DE | AT34 (10 Wo.)AT | CH7 (23 Wo.)CH | UK10 (7 Wo.)UK | US93 (3 Wo.)US | SE2 ×2Doppelplatin · (21 Wo.)SE | Erstveröffentlichung: 22. November 2000 |
| 2001 | Halfway Around the World Teen Spirit                            | DE51 (7 Wo.)DE | — | CH73 (6 Wo.)CH | UK30 (2 Wo.)UK | — | SE7 Gold · (15 Wo.)SE | Erstveröffentlichung: 12. März 2001     |
| 2001 | Sugar Rush Teen Spirit                                          | DE72 (4 Wo.)DE | — | — | — | — | SE15 (15 Wo.)SE | Erstveröffentlichung: 18. Juni 2001     |
| 2001 | Heartbreak Lullaby New Arrival                                  | DE77 (3 Wo.)DE | — | CH97 (2 Wo.)CH | — | — | SE6 (16 Wo.)SE | Erstveröffentlichung: 17. Dezember 2001 |
| 2002 | Can’t Help Falling in Love Pop ’til You Drop!                   | — | — | — | — | — | SE12 (16 Wo.)SE | Erstveröffentlichung: Juli 2002         |
| 2002 | Floorfiller Pop ’til You Drop!                                  | DE33 (9 Wo.)DE | AT46 (6 Wo.)AT | — | — | — | SE4 Gold · (27 Wo.)SE | Erstveröffentlichung: 14. Oktober 2002  |
| 2003 | A Perfect Match New Arrival                                     | DE77 (2 Wo.)DE | — | — | — | — | SE2 (16 Wo.)SE | Erstveröffentlichung: März 2003         |
| 2004 | I Promised Myself Greatest Hits                                 | — | — | — | — | — | SE2 (20 Wo.)SE | Erstveröffentlichung: Mai 2004          |

## Auszeichnungen für Musikverkäufe
| Goldene Schallplatte - Argentinien - 2001: für das Album Teen Spirit - Chile - 2001: für das Album Teen Spirit - Mexiko - 2000: für das Album Abba Generation - Norwegen - 1999: für die Single Mamma Mia Platin-Schallplatte - Argentinien - 1999: für das Album Abba Generation - Europa - 2000: für das Album Abba Generation - Finnland - 1999: für das Album Abba Generation - Niederlande - 1999: für das Album Abba Generation - Norwegen - 1999: für das Album Abba Generation - Polen - 1999: für das Album Abba Generation | 2× Platin-Schallplatte - Spanien - 2000: für das Album Abba Generation |

Anmerkung: Auszeichnungen in Ländern aus den Charttabellen bzw. Chartboxen sind in ebendiesen zu finden.
| Land/RegionAuszeichnungen für Musikverkäufe (Land/Region, Auszeichnungen, Verkäufe, Quellen) | Gold       | Platin       | Verkäufe    | Quellen                                                        |
| -------------------------------------------------------------------------------------------- | ---------- | ------------ | ----------- | -------------------------------------------------------------- |
| Argentinien (CAPIF)                                                                          | Gold1      | Platin1      | 80.000      | capif.org.ar (Memento vom 20. August 2011 im Internet Archive) |
| Chile (IFPI)                                                                                 | Gold1      | —            | 15.000      | Einzelnachweise                                                |
| Deutschland (BVMI)                                                                           | 2× Gold2   | —            | 500.000     | musikindustrie.de                                              |
| Europa (IFPI)                                                                                | —          | Platin1      | (1.000.000) | ifpi.org                                                       |
| Finnland (IFPI)                                                                              | —          | Platin1      | 43.628      | ifpi.fi                                                        |
| Mexiko (AMPROFON)                                                                            | Gold1      | —            | 75.000      | amprofon.com.mx                                                |
| Niederlande (NVPI)                                                                           | —          | Platin1      | 100.000     | nvpi.nl                                                        |
| Norwegen (IFPI)                                                                              | Gold1      | Platin1      | 60.000      | ifpi.no                                                        |
| Österreich (IFPI)                                                                            | Gold1      | —            | 25.000      | ifpi.at                                                        |
| Polen (ZPAV)                                                                                 | —          | Platin1      | 100.000     | olis.pl                                                        |
| Schweden (IFPI)                                                                              | 5× Gold5   | 9× Platin9   | 470.000     | sverigetopplistan.se                                           |
| Schweiz (IFPI)                                                                               | Gold1      | —            | 25.000      | hitparade.ch                                                   |
| Spanien (Promusicae)                                                                         | —          | 2× Platin2   | 200.000     | elportaldemusica.es                                            |
| Vereinigte Staaten (RIAA)                                                                    | 2× Gold2   | —            | 1.000.000   | riaa.com                                                       |
| Insgesamt                                                                                    | 15× Gold15 | 17× Platin17 |             |                                                                |

## Auszeichnungen
- Comet
  - 2000: für „Best International Newcomer“[3]